# Sidi M'Hamed (Algeri)
Sidi M'Hamed è un comune dell'Algeria, situato nella provincia di Algeri. Creato nel 1835 con il nome di Mustapha, attualmente fa parte del centro di Algeri ed è particolarmente noto per l'ospedale Mustapha Pacha.

## Geografia fisica
Il comune di Sidi M'Hamed si trova a circa 2,5 km a sud del centro storico e confina con il porto moderno, in particolare con il molo di Skikda.

## Origini del nome
Sidi M'Hamed deve il suo nome al santo Sidi M'hamed Bou Qobrine è sepolto nel cimitero che porta il suo nome nel vicino comune di Belcourt, da cui il comune di Sidi M'Hamed è stato separato.

## Storia
Quando i francesi arrivarono nel 1830, a poche centinaia di metri dalla città di Algeri, si trovava un altopiano conosciuto come Zebboudj El Agha, utilizzato dalle truppe ottomane e, più in basso, una villa appartenente agli eredi di Mustapha Pacha II, che veniva utilizzata per accogliere i malati e i feriti, Qui fu costruito l'ospedale di Mustapha Pacha nel 1854. Intorno all'Agha e al piccolo villaggio di Isly, così come a diversi villaggi appartenenti a Mustapha Pacha, venne creato il comune di Mustapha nel 1835. Con la costruzione del quartiere europeo, la città di Algeri si è presto unita al sobborgo di Mustapha, poi, con il rapido sviluppo intorno all'altopiano della Saulière, il comune è stato prima annesso ad Algeri nel 1848, poi è diventato nuovamente un comune indipendente nel 1871 in seguito alle petizioni degli abitanti.
La città crebbe e ben presto poté vantare un ospedale, mattatoi, una fabbrica di gas, diversi stabilimenti industriali e una scuola, l'École supérieure d'Alger. Di conseguenza, il comune venne nuovamente incorporato nel 1904, diventando uno dei dodici arrondissement della città. Mustapha ospitava il palazzo estivo dei governatori dell'Algeria e la seconda Scuola di Medicina e Chirurgia di Algeri. Nel 1959, Mustapha e Belcourt diventano il 4º arrondissement di Algeri. Nel 1974, viene creata la daïra di Sidi M'Hamed, in seguito alla quale il 4º arrondissement viene privato del quartiere di Belcourt, che viene incorporato nel 5º arrondissement. Nel 1977, infine, il 4º arrondissement di Algeri divenne il comune di Sidi M'Hamed.

## Monumenti e luoghi d'interesse
- Il Palazzo del Popolo (ex palazzo estivo)
- Maison du Peuple (sede dell'UGTA)
- Museo nazionale del Bardo

## Infrastrutture e trasporti

### Ferrovie
- Stazione di Agha

### Metropolitana
- Metropolitana di Algeri, stazioni di Aïssat Idir, 1er Mai e Khelifa Boukhalfa.

### Trasporto pubblico
- Stazioni dei bus di piazza 1er Mai e di Aissat Idir.

Inoltre, è presente una fermata dei taxi a Piazza della Concordia.